# Petra Schersing
Petra Schersing  (nascida Müller; Quedlimburgo, 18 de julho de 1965), é uma antiga atleta alemã que se especializou em provas de 400 metros. Correndo pela Alemanha Oriental, ganhou várias medalhas em diversas competições internacionais que decorreram na segunda metade da década de 1980, tanto em 400 metros como integrando equipas de estafeta 4 x 400 metros.
A sua melhor marca em 400 metros foi obtida em Jena, no ano de 1988, com o tempo de 49,30s, o que ainda a coloca na lista das vinte melhores atletas de sempre naquela distância. No mesmo ano, nos Jogos Olímpicos de Seoul, alcançou o segundo lugar no pódio, colocando-se entre as soviéticas Olga Bryzgina e Olga Nazarova. Ganhou ainda a medalha de bronze na estafeta 4 x 400 metros.
Casou-se com o seu colega Matthias Schersing, também corredor de 400 metros. Com o fim da RDA, abandonou o atletismo e tornou-se fisioterapeuta.